# Jeux globaux
Les Jeux globaux ou Jeux globaux Virtus (en anglais Global Games ou Virtus Global Games) sont des compétitions multisports organisés tous les 4 ans par Virtus à destination des sportifs atteints d'un handicap mental.

## Historique
Les premiers « Jeux mondiaux pour les athlètes présentant une déficience intellectuelle » (World Games for Athletes with an Intellectual Disability) sont organisés par l'INAS-FMH à Härnösand en Suède.
À la suite de la tricherie de l'équipe espagnole de basket-ball adapté aux Jeux paralympiques de 2000, les athlètes déficients mentaux ont été écartés du programme des Jeux paralympiques. Ceux-ci ont fait leur retour aux Jeux paralympiques de 2012, à la suite d'une réforme des processus d’éligibilité et de classification.
Durant ce laps de temps, l'INAS crée les Global Games regroupant le programme complet des compétitions. À la différence des Jeux Paralympiques où il n’y a qu'une classe pour les déficients intellectuels, les Global Games comptent 3 classes différentes.
Ainsi, en juillet 2004, les premiers Global Games se déroulent à Bollnäs en Suède, avec plus de 1 000 athlètes venus du monde entier,.

## Éditions
| No | Année | Dates                | Ville     | Pays      | Top Nation | Sports | Nombre épreuves | Nombre pays | Nombre athlètes |
| -- | ----- | -------------------- | --------- | --------- | ---------- | ------ | --------------- | ----------- | --------------- |
| —  | 1989  |                      | Härnösand | Suède     |            |        |                 |             |                 |
| 1  | 2004  | 25 juillet - 23 août | Bollnäs   | Suède     | Pologne    | 6      | 91              | 40          | 1 000           |
| 2  | 2009  | 7-11 juin            | Liberec   | Tchéquie  | Australie  | 9      | 97              | 34          | 800             |
| 3  | 2011  | 26 sept. - 4 oct.    | Loano     | Italie    | Australie  | 9      |                 | 30          | 700             |
| 4  | 2015  | 20-27 septembre      | Guayaquil | Équateur  | Australie  | 8      |                 | 35          | + 600           |
| 5  | 2019  | 12-19 octobre        | Brisbane  | Australie | Australie  | 11     |                 | 50          | 814             |
| 6  | 2023  | 4-10 juin            | Vichy     | France    | France     | 13     |                 | 47          | 900             |
| 7  | 2027  |                      | Le Caire  | Égypte    |            |        |                 |             |                 |

## Tableau des médailles de 2004 à 2023
| Rang | Nation           | Or  | Argent | Bronze | Total |
| ---- | ---------------- | --- | ------ | ------ | ----- |
| 1    | Australie        | 189 | 134    | 142    | 465   |
| 2    | France           | 121 | 89     | 83     | 293   |
| 3    | Pologne          | 71  | 56     | 53     | 180   |
| 4    | Hong Kong        | 64  | 64     | 57     | 185   |
| 5    | Portugal         | 52  | 41     | 45     | 138   |
| 6    | Espagne          | 49  | 41     | 35     | 125   |
| 7    | Brésil           | 46  | 33     | 25     | 104   |
| 8    | Italie           | 38  | 37     | 44     | 119   |
| 9    | Japon            | 35  | 62     | 68     | 165   |
| 10   | Ukraine          | 35  | 30     | 19     | 84    |
| 11   | Russie           | 34  | 13     | 9      | 56    |
| 12   | Royaume-Uni      | 31  | 33     | 24     | 88    |
| 13   | Corée du Sud     | 27  | 16     | 29     | 72    |
| 14   | Équateur         | 19  | 16     | 15     | 50    |
| 15   | Égypte           | 17  | 6      | 14     | 37    |
| 16   | Hongrie          | 16  | 29     | 29     | 74    |
| 17   | Mexique          | 16  | 9      | 14     | 39    |
| 18   | Danemark         | 15  | 8      | 5      | 28    |
| 19   | Afrique du Sud   | 14  | 18     | 34     | 66    |
| 20   | Estonie          | 13  | 10     | 8      | 31    |
| 21   | États-Unis       | 12  | 25     | 20     | 57    |
| 22   | Pays-Bas         | 11  | 13     | 14     | 38    |
| 23   | Israël           | 11  | 6      | 4      | 21    |
| 24   | Suède            | 10  | 9      | 6      | 25    |
| 25   | Tchéquie         | 9   | 15     | 16     | 40    |
| 26   | Colombie         | 9   | 2      | 4      | 15    |
| 27   | Belgique         | 7   | 6      | 6      | 19    |
| 28   | Taipei chinois   | 7   | 5      | 6      | 18    |
| 29   | Tunisie          | 5   | 5      | 8      | 18    |
| 30   | Islande          | 5   | 4      | 6      | 15    |
| 31   | Venezuela        | 4   | 6      | 6      | 16    |
| 32   | Turquie          | 3   | 4      | 4      | 11    |
| 33   | Porto Rico       | 3   | 3      | 2      | 8     |
| 34   | Cap-Vert         | 3   | 0      | 2      | 5     |
| 35   | Croatie          | 2   | 6      | 1      | 9     |
| 36   | Indonésie        | 2   | 2      | 1      | 5     |
| 37   | Canada           | 2   | 1      | 4      | 7     |
| 38   | Thaïlande        | 2   | 1      | 0      | 3     |
| 39   | Îles Féroé       | 1   | 5      | 2      | 8     |
| 40   | Allemagne        | 1   | 3      | 1      | 5     |
| 41   | Grèce            | 1   | 2      | 1      | 4     |
| 42   | Finlande         | 1   | 1      | 1      | 3     |
| 43   | Iran             | 1   | 0      | 3      | 4     |
| 44   | Malaisie         | 1   | 0      | 2      | 3     |
| 45   | Chili            | 1   | 0      | 0      | 1     |
| 45   | Pérou            | 1   | 0      | 0      | 1     |
| 47   | Kazakhstan       | 0   | 4      | 0      | 4     |
| 48   | Macao            | 0   | 3      | 4      | 7     |
| 49   | Autriche         | 0   | 3      | 2      | 5     |
| 50   | Singapour        | 0   | 3      | 0      | 3     |
| 51   | Inde             | 0   | 2      | 3      | 5     |
| 52   | Argentine        | 0   | 2      | 2      | 4     |
| 52   | Sri Lanka        | 0   | 2      | 2      | 4     |
| 54   | Bulgarie         | 0   | 2      | 1      | 3     |
| 55   | Nouvelle-Zélande | 0   | 1      | 1      | 2     |
| 56   | Chine            | 0   | 0      | 1      | 1     |
| 56   | Norvège          | 0   | 0      | 1      | 1     |

## En images

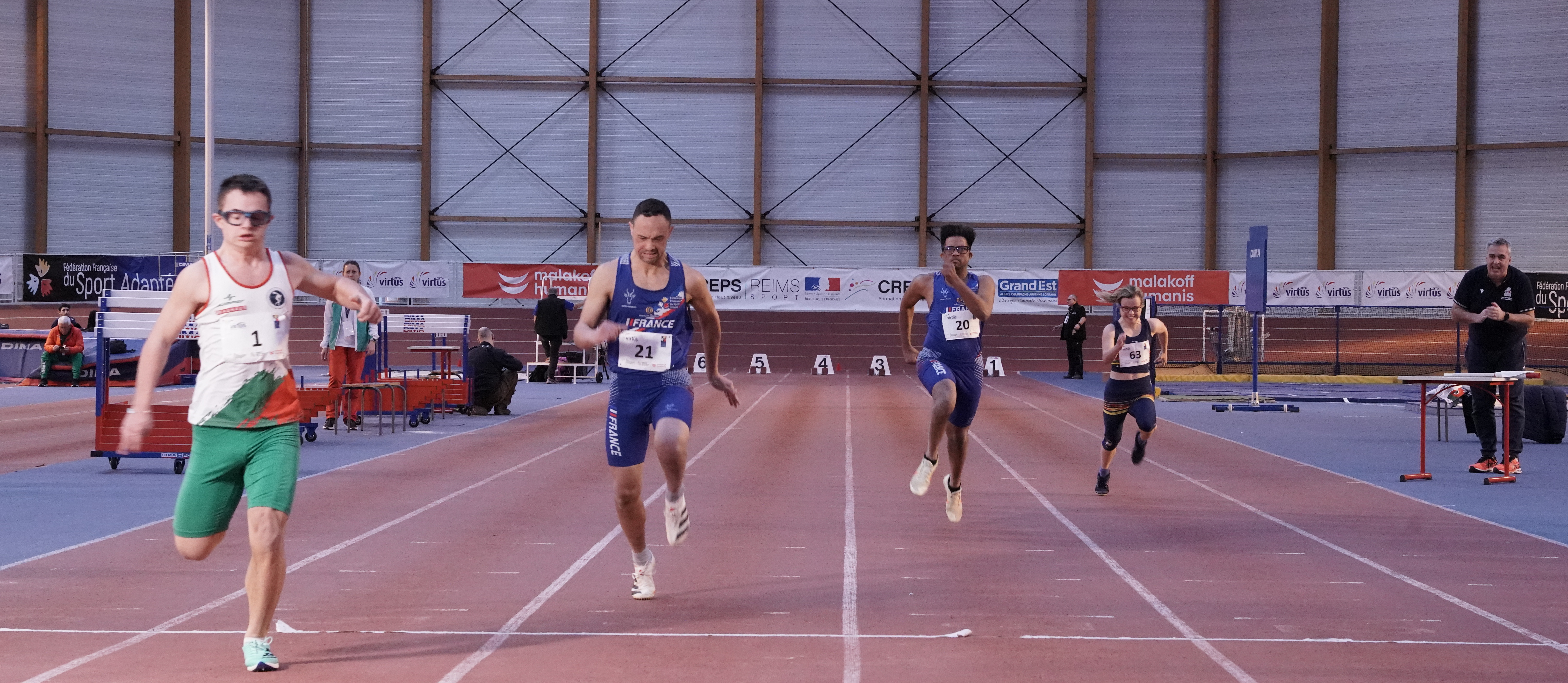
60 mètres.
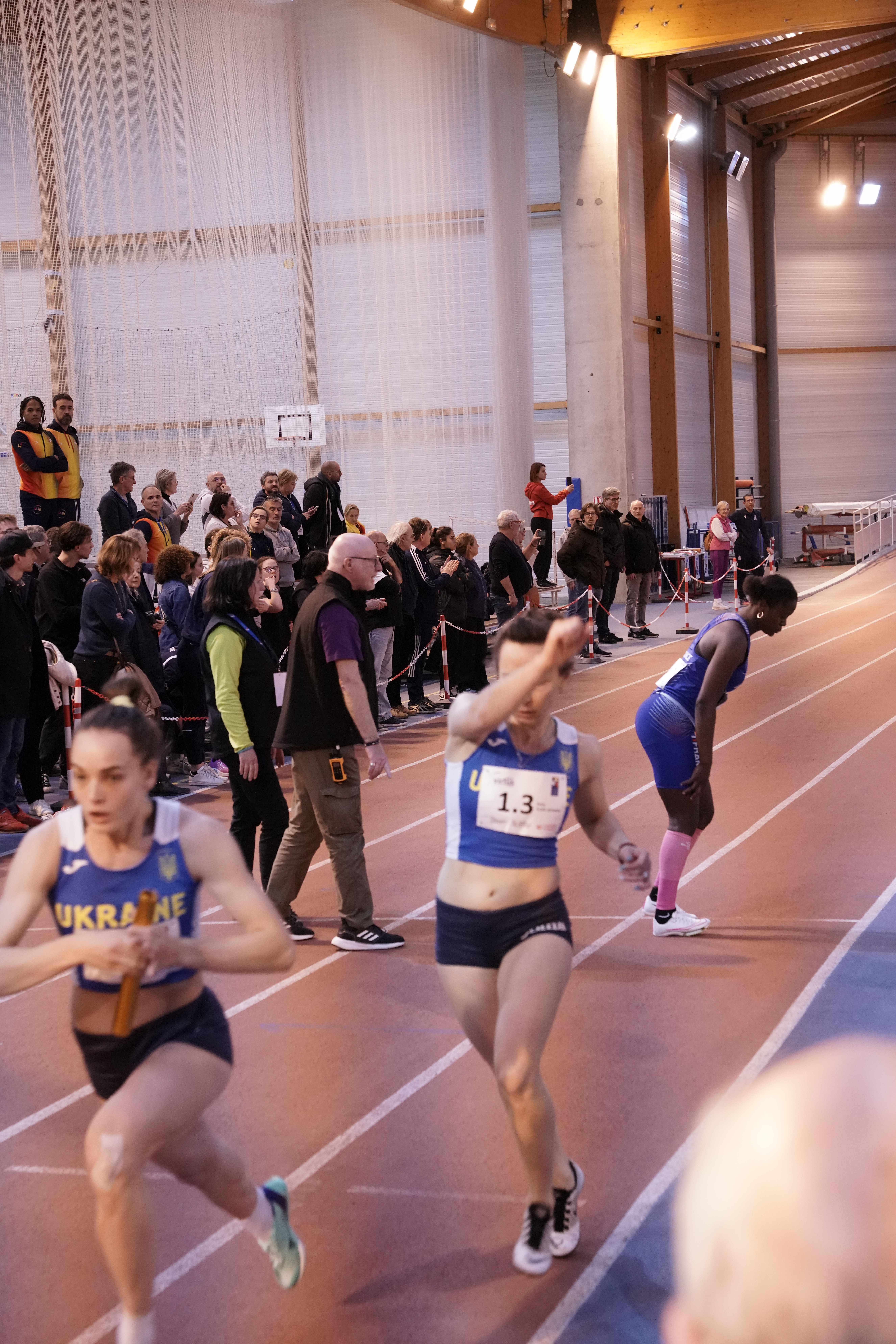
Relais en 2024.
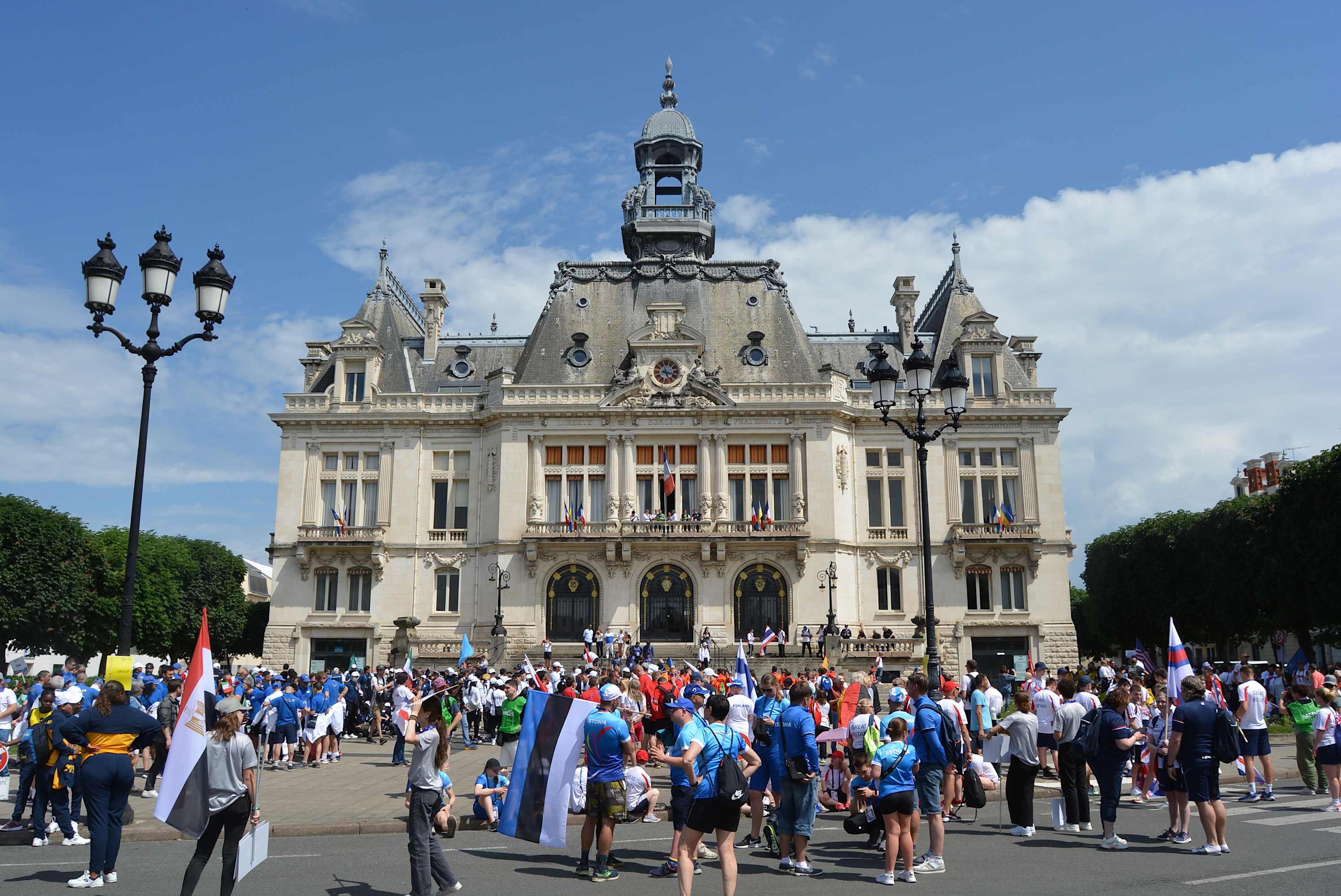
Équipe d'Estonie, Jeux globaux, Vichy, 2023.
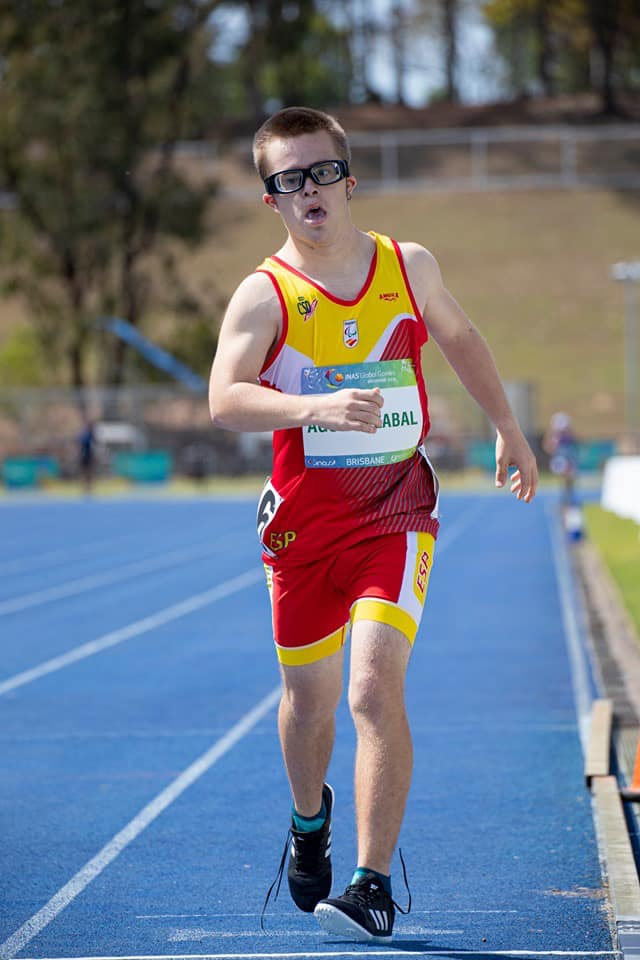
Mikel García, Jeux globaux, Brisbane, 2019.